# 第34回国民体育大会
第34回国民体育大会（だい34かいこくみんたいいくたいかい）は、1979年（昭和54年）に開催された国民体育大会である。
夏季・秋季大会は、宮崎県総合運動公園をメイン会場に、宮崎県内17市町村で開催された。テーマは「日本のふるさと宮崎国体」、スローガンは「伸びる心、伸びる力、伸びる郷土」。
第1回大会から一部の競技で実施されてきた教員の部は本大会が最後となった。

## エピソード
秋季大会は台風20号の接近で、開会式直前から風雨が強まり、期間中28競技中7競技が一部中止となった。19日の閉会式は台風一過の好天であったが、競技場がグラウンドコンディション不良に加えスタンド施設などの被害があったことから、国体史上初の屋内での閉会式となった。

## 大会概要
| 季    | 期間                      | 開催地                               | 競技数 | 参加者数 |
| ----- | ------------------------- | ------------------------------------ | ------ | -------- |
| 冬    | 1979年1月25日 - 1月28日   | 岩手県盛岡市 秋田県秋田市            | 1      | 1,946    |
| 冬    | 1979年2月17日 - 2月20日   | 北海道名寄市                         | 1      | 1,875    |
| 夏    | 1979年9月16日 - 9月19日   | 宮崎県宮崎市・延岡市・日南市・新富町 | 4      | 3,950    |
| 秋    | 1979年10月14日 - 10月19日 | 宮崎県（17市町村）                   | 28     | 18,225   |
| 合 計 | 合 計                     | 合 計                                | 34     | 25,996   |

## 実施競技
- 陸上競技
- 水泳
- サッカー
- スキー
- テニス
- 漕艇
- ホッケー
- ボクシング
- バレーボール
- 体操
- バスケットボール
- スケート
- レスリング
- ヨット
- ウェイトリフティング
- ハンドボール
- 自転車競技
- ソフトテニス
- 卓球
- 軟式野球
- 相撲
- 馬術
- フェンシング
- 柔道
- ソフトボール
- バドミントン
- 弓道
- ライフル射撃
- 剣道
- ラグビー
- 高校野球（公開競技）

## 主な競技会場
- 宮崎県総合運動公園（宮崎市、開会式、陸上競技）
- 宮崎県総合運動公園水泳場（宮崎市、競泳）
- 宮崎県総合運動公園庭球場（宮崎市、テニス）
- 宮崎県総合運動公園球技場（宮崎市、ホッケー）
- 宮崎県総合運動公園自転車競技場（宮崎市、自転車競技）
- 宮崎県体育館（宮崎市、空手道、体操）
- JRA宮崎育成牧場（宮崎市、馬術競技）
- 延岡市西階総合運動公園陸上競技場（延岡市、サッカー）
- 都城市体育館（都城市、バレーボール）
- 日向市お倉ヶ浜総合公園 （日向市、ソフトボール）
- 高鍋町営野球場（高鍋町、高校野球）
- 富田浜漕艇場　（新富町、ボート競技）

## 総合成績

### 天皇杯
- 1位 - 宮崎県
- 2位 - 東京都
- 3位 - 熊本県

### 皇后杯
- 1位 - 宮崎県
- 2位 - 東京都
- 3位 - 大阪府